# Dubaï Kahayla Classic
La Dubaï Kahayla Classic est une course hippique de galop qui se dispute sur l'hippodrome de Meydan (en) à Dubaï, le dernier samedi du mois de mars.
C'est une course de Groupe 1 réservée aux pur-sang Arabes de 5 ans et plus. Elle se court sur 2 000 mètres, sur la piste en dirt (mélange de sable, de limon et d'argile).
En 2015, l'allocation est de 1000 000 $.

## Palmarès
| Année | Vainqueur             | Jockey          | Entraineur              |
| 2024  | TILAL AL KHALEDIAH    | ADEL AL FURAYDI | NASSER MUTLAQ ALKAHTANI |
| 2023  |                       |                 |                         |
| 2022  |                       |                 |                         |
| 2021  |                       |                 |                         |
| 2020  |                       |                 |                         |
| 2019  |                       |                 |                         |
| 2018  |                       |                 |                         |
| 2017  |                       |                 |                         |
| 2016  |                       |                 |                         |
| 2015  | Manark                |                 |                         |
| 2014  | Rabbah de carrere     |                 |                         |
| 2013  | Al Mamun Monlau (FR)  |                 |                         |
| 2012  | TM Fred Texas (US)    |                 |                         |
| 2011  | Seraphin Du Paon (FR) |                 |                         |
| 2010  | Jaafer (GB)           |                 |                         |
| 2009  | Fryvolous (FR)        |                 |                         |
| 2008  | Mizzna (FR)           |                 |                         |
| 2007  | Madjani               | Richard Hills   |                         |
| 2006  | Madjani               | Richard Hills   |                         |